# Renedo de Valderaduey
Renedo de Valderaduey es una localidad española perteneciente al municipio de Villazanzo de Valderaduey, en la provincia de León, comunidad autónoma de Castilla y León.

## Geografía

### Ubicación
| Noroeste: Almanza                 | Norte: Canalejas              | Noreste: Pino del Río           |
| Oeste: Valdavida                  |                               | Este: Villosilla de la Vega     |
| Suroeste Castrillo de Valderaduey | Sur: Castrillo de Valderaduey | Sureste: San Andrés de la Regla |

## Historia
Esta localidad, situada en el este de la provincia de León, limitando con la provincia de Palencia, formó parte de la antigua merindad de Saldaña. Esta localidad está situada entre Castrillo de Valderaduey (2'6 km) y San Andrés de la Regla (6 km). 
En Renedo nace el río Valderaduey, en un paraje denominado Fuententable del monte de Riocamba.

## Demografía
Evolución de la población
| Gráfica de evolución demográfica de Renedo de Valderaduey entre 2000 y 2014 |
|                                                                             |
| Población de derecho (2000-2014) según el padrón municipal del INE          |

## Monumentos
- Ermita de San Roque.
- Iglesia de San Pedro Ad Vincula.

## Fiestas y eventos
- 15, 16 y 17 de agosto: San Roque.
- 1 de agosto: San Pedrín, patrón del pueblo.
- Último fin de semana de septiembre: Berrea Fest.[5]